# Steven Burke
Steven Burke, MBE, (Burnley, Lancashire, 4 de març de 1988) és un ciclista en pista britànic. Especialista en la persecució, ha obtingut tres medalles als Jocs Olímpics, dues d'elles d'or. També ha guanyat diverses medalles als Campionats del món.

## Palmarès en pista
- 2005
  -  Campió d'Europa júnior en Persecució per equips (amb Ross Sander, Andrew Tennant i Ian Stannard)
- 2006
  -  Campió d'Europa júnior en Persecució per equips (amb Adam Blythe, Peter Kennaugh i Jonathan Bellis)
- 2007
  -  Campió d'Europa sub-23 en Persecució per equips (amb Peter Kennaugh, Ben Swift i Jonathan Bellis)
  -  Campió nacional de scratch
- 2008
  -  Medalla de bronze als Jocs Olímpics de Pequín en persecució individual
  -  Campió d'Europa sub-23 en Persecució per equips (amb Peter Kennaugh, Andrew Tennant i Mark McNally)
- 2009
  -  Campió d'Europa sub-23 en Persecució
  -  Campió nacional de kilòmetre
- 2010
  -  Campió d'Europa en Persecució per equips, amb Edward Clancy, Jason Queally i Andrew Tennant
- 2011
  -  Campió d'Europa en Persecució per equips, amb Edward Clancy, Peter Kennaugh i Andrew Tennant
  -  Campió nacional de persecució
- 2012
  -  Medalla d'or als Jocs Olímpics de Londres en persecució per equips, amb Geraint Thomas, Edward Clancy i Peter Kennaugh
  -  Campió del món de persecució per equips, amb Geraint Thomas, Edward Clancy i Peter Kennaugh
- 2013
  -  Campió d'Europa en Persecució per equips, amb Edward Clancy, Owain Doull i Andrew Tennant
- 2015
  -  Campió d'Europa en Persecució per equips, amb Owain Doull, Jonathan Dibben, Bradley Wiggins, Andrew Tennant i Matthew Gibson
- 2016
  -  Medalla d'or als Jocs Olímpics de Rio de Janeiro en persecució per equips, amb Edward Clancy, Bradley Wiggins i Owain Doull

### Resultats a laCopa del Món
- 2007-2008
  - 1r a Copenhaguen, en Persecució per equips
- 2008-2009
  - 1r a Manchester i Copenhaguen, en Persecució per equips
- 2009-2010
  - 1r a Manchester, en Persecució per equips
- 2010-2011
  - 1r a Manchester, en Persecució per equips
- 2013-2014
  - 1r a Manchester, en Persecució per equips
- 2014-2015
  - 1r a Londres, en Persecució per equips
- 2017-2018
  - 1r a Manchester, en Persecució per equips